# 수지 채피
수전 스티비아 "수지" 채피(영어: Suzanne Stevia "Suzy" Chaffee, 1946년 11월 29일 ~ )는 미국의 알파인 스키 선수, 프리스타일 스키 선수, 배우이다.

## 영화
- 눈꽃 사랑 (1986년)